# 2402 Сатпаєв
2402 Сатпаєв (2402 Satpaev) — астероїд головного поясу, відкритий 31 липня 1979 року.
Тіссеранів параметр щодо Юпітера — 3,632.